# Määtänsaari (ö i Kajanaland)
Määtänsaari är en ö i Finland. Den ligger i sjön Veräinen och i kommunen Kuhmo i den ekonomiska regionen  Kehys-Kainuu  och landskapet Kajanaland, i den östra delen av landet, 500 km nordost om huvudstaden Helsingfors. Öns area är 0,2 hektar och dess största längd är 70 meter i sydväst-nordöstlig riktning.